# Стойка, Андрэ
Андрэ́ Сто́йка (англ. Andre Stojka; род. 26 мая 1944, Лос-Анджелес, Калифорния) — американский актёр озвучивания. Наиболее известен озвучиванием Филина в диснеевской франшизе о Винни-Пухе (с 1997 года).

## Биография
Андрэ Фрэнсис Стойка родился 26 мая 1944 года (некоторые источники приводят дату 21 июня 1935 года, но это кажется недостоверно) в Лос-Анджелесе, его родители были сербы.
В 1967 году выступил продюсером одного эпизода телесериала «Вирджинец», но это осталось его единственной работой подобного рода. После он долгое время не имел отношения ни к кино, ни к телевидению, а с 1979 года начал озвучивать мультсериалы, позднее — компьютерные игры, дублировать аниме. В итоге, по состоянию на конец 2024 года, в его кинокопилке находятся около ста работ.

## Фильмография

### Озвучивание и дубляж мультфильмов и мультсериалов
- 1979—1980 — Скуби и Скрэппи-Ду / Scooby-Doo and Scrappy-Doo — второстепенные персонажи
- 1980—1982 — Скуби и Скрэппи-Ду[англ.] / Scooby-Doo and Scrappy-Doo — второстепенные персонажи
- 1981 — Шоу Богатенького Ричи и Скуби-Ду[англ.] / The Richie Rich/Scooby-Doo Show — второстепенные персонажи (в 8 эпизодах)
- 1981 — Супердрузья[англ.] / Super Friends — Скорпион (в эпизоде Scorpio)
- 1981—1982 — Человек-паук / Spider-Man — второстепенные персонажи (в 26 эпизодах)
- 1982 — Час Скуби-Ду, Скрэппи-Ду и Щенка Пити[англ.] / The Scooby & Scrappy-Doo/Puppy Hour — второстепенные персонажи
- 1982 — ? / Shirt Tales — второстепенные персонажи (в 13 эпизодах)
- 1983 — Специальное предложение на выходные от ABC[англ.] / ABC Weekend Special — несколько персонажей (в эпизоде The Secret World of Og)
- 1983 — Новое шоу Скуби и Скрэппи-Ду[англ.] / The New Scooby and Scrappy-Doo Show — второстепенные персонажи (в эпизоде Scooby the Barbarian / No Sharking Zone)
- 1983 — Пакман[англ.] / Pac-Man — второстепенные персонажи (в эпизоде Here's Super-Pac! / Hey, Hey, Hey… It's P.J.)
- 1984 — Розовая Пантера и сыновья[англ.] / Pink Panther and Sons — второстепенные персонажи (в эпизоде Panky's Pet)
- 1984—1986 — Яркая Радуга / Rainbow Brite — конь Старлайт • Щавель (в 13 эпизодах)
- 1985 — Супермощная команда: Стражи галактики[англ.] / The Super Powers Team: Galactic Guardians — несколько персонажей (в эпизоде The Fear)
- 1985 — Война гоботов / Challenge of the GoBots — профессор Роберт Фрост (в эпизоде Cold Spell)
- 1985 — Королева радуги и похититель звёзд / Rainbow Brite and the Star Stealer — несколько персонажей
- 1985 — Величайшее приключение: Истории из Библии[англ.] / The Greatest Adventure: Stories from the Bible — несколько персонажей (в 2 эпизодах)
- 1987—1988 — Охота за сокровищами Йоги[англ.] / Yogi’s Treasure Hunt — второстепенные персонажи (в 2 эпизодах)
- 1988 — Скуби-Ду и Школа вампиров / Scooby-Doo and the Ghoul School — Мрачный Крипер[англ.] • мумия Папаша
- 1988—1989 — Приключения мишек Гамми / Adventures of the Gummi Bears — несколько персонажей (в 3 эпизодах[англ.])
- 1988—1989 — Фантастический Макс[англ.] / Fantastic Max — второстепенные персонажи (в 3 эпизодах)
- 1991—1992 — Чёрный Плащ / Darkwing Duck — сэр Гламфилд • босс компании (в 2 эпизодах)
- 1991—1993 — Пираты тёмной воды / The Pirates of Dark Water — второстепенные персонажи (в 17 эпизодах)
- 1994 — Помпоко: Война тануки / 平成狸合戦ぽんぽこ — Ошо
- 1994 — Коты быстрого реагирования / SWAT Kats: The Radical Squadron — доктор Ом • диспетчер-исполнитель (в эпизоде Cry Turmoil / SWAT Kats Unplugged)
- 1997 — Великое путешествие Пуха: В поисках Кристофера Робина / Pooh's Grand Adventure: The Search for Christopher Robin — Филин
- 1998 — Коровка и Петушок / Cow and Chicken — разные роли (в эпизоде The Bad News Plastic Surgeons / I.R. In Wrong Cartoon / The Exchange Student[англ.])
- 1999 — Винни-Пух: Валентинка для тебя[англ.] / A Valentine for You — Филин
- 1999 — Винни-Пух: Время делать подарки / Seasons of Giving — Филин
- 2000 — Приключения Тигрули / The Tigger Movie — Филин
- 2000 — Похождения императора / The Emperor's New Groove — Топо, селянин
- 2001—2004 — Книга Пуха[англ.] / The Book of Pooh — Филин (в 6 эпизодах)
- 2002 — Золушка 2: Мечты сбываются / Cinderella II: Dreams Come True — король
- 2002 — Новое шоу Дятла Вуди / The New Woody Woodpecker Show — поросёнок-стюард (в эпизоде Wild Woodpecker / A Chilly Fashion Model / Speed Demon Mountain)
- 2003 — Большой фильм про Поросёнка / Piglet's Big Movie — Филин
- 2003 — Мышиный дом / House of Mouse — Архимед (в эпизоде Ask Von Drake)
- 2006 — Ужасные приключения Билли и Мэнди / The Grim Adventures of Billy & Mandy — несколько персонажей (в эпизоде The Wrongest Yard / Druid, Where's My Car?[англ.])
- 2007 — Золушка 3: Злые чары / Cinderella III: A Twist in Time — король
- 2010—2024 — Приключения в Одиссее[англ.] / Adventures in Odyssey — несколько персонажей (в 53 эпизодах)
- 2012 — Жизнь и приключения Тима / The Life & Times of Tim — человек-пудинг (в эпизоде Pudding Boy)

### Озвучивание видеоигр
- 2000 — Tigger’s Honey Hunt — Филин
- 2002 — The Mark of Kri[англ.] — Мауруку
- 2003 — Piglet’s Big Game — Филин
- 2005 — Winnie the Pooh’s Rumbly Tumbly Adventure[англ.] — Филин

Дубляж видеоигр
- 2006 — Kingdom Hearts II — Филин
- 2006 — Onimusha: Dawn of Dreams[англ.] — второстепенные персонажи
- 2007 — Kingdom Hearts II: Final Mix+ — Филин
- 2013 — Disney Magical World — Филин
- 2015 — Disney Magical World 2[англ.] — Филин

### Прочие работы
Озвучивание художественных фильмов и радио-передач, роль в медиа-франшизе, работа продюсером
- 1967 — Вирджинец[англ.] / The Virginian — ассоциативный продюсер (в эпизоде Bitter Harvest[англ.])
- 1972—1988 — рекламные ролики для медиа-франшизы (вымышленного мира) McDonaldland; роль — Профессор
- 1981 — Волки / Wolfen — голос ESS
- 2009—2024 — радиопередача «Приключения в Одиссее[англ.]»; роль — мистер Уиттейкер